# Ega (Condeixa-a-Nova)
Ega es una freguesia portuguesa del concelho de Condeixa-a-Nova, con 34,87 km² de superficie y 2.882 habitantes (2001). Su densidad de población es de 82,6 hab/km².